# Thrust (음반)
| 전문가 평가                          | 전문가 평가 |
| 평가 점수                            | 평가 점수   |
| 출처                                 | 점수        |
| ------------------------------------ | ----------- |
| AllMusic                             | [ 2 ]       |
| Christgau's Record Guide             | C+          |
| The Rolling Stone Jazz Record Guide  | [ 4 ]       |
| All About Jazz                       | [ 5 ]       |
| Tom Hull                             | B+          |
| The Penguin Guide to Jazz Recordings | [ 7 ]       |

《Thrust》는 1974년 9월 6일, 컬럼비아 레코드에서 발매된 미국의 재즈 펑크 음악가 허비 행콕의 열네 번째 스튜디오 음반이다. 이 음반은 《빌보드》 톱 소울 음반 차트에서 2위, 빌보드 200 차트에서 13위에 올랐다. 이 음반은 헤드헌터스의 두 번째 음반으로 색소폰 연주자 베니 모핀, 베이시스트 폴 잭슨, 드러머 마이크 클라크(이 역할에서 하비 메이슨을 대체), 타악기 연주자 빌 서머스가 참여했다.
《Thrust》는 데이비드 루빈슨과 허비 행콕에 의해 제작되었다.

## 대중문화에서
1974년 찰스 브론슨 주연의 자경단원 영화 《데스 위시》에서 〈Palm Grease〉의 변형이 사용되었다.
작곡 〈Actual Proof〉는 원래 1973년 영화 《더 스푸크 후 셋 바이 더 도어》를 위해 쓰여졌고 행콕은 펜더 로즈 피아노를 연주하는 자신의 스타일의 시연으로 사용했다.

## 곡 목록
모든 곡들은 특별한 언급이 없는 한 허비 행콕에 의해 작곡하였다.
| #  | 제목             | 작곡                         | 재생 시간 |
| -- | ---------------- | ---------------------------- | --------- |
| 1. | 〈Palm Grease〉  |                              | 10:38     |
| 2. | 〈Actual Proof〉 |                              | 9:42      |
| 3. | 〈Butterfly〉    | 행콕, 베니 모핀              | 11:17     |
| 4. | 〈Spank-a-Lee〉  | 행콕, 마이크 클라크, 폴 잭슨 | 7:12      |